# Leonidas Kavakos
Leonidas Kavakos (grec: Λεωνίδας Καβάκος)  (Atenes, 30 d'octubre de 1967) és un violinista i director d'orquestra grec.
Nascut en una família de músics a Atenes, Kavakos va començar a estudiar violí quan tenia cinc anys. Després de completar la seva formació musical al Conservatori Helen, va obtenir una beca de la Fundació Onassis per estudiar sota les ordres de Josef Gingold a la Universitat d'Indiana, Estats Unidos.
El seu debut sobre un escenari va arribar al Festival d'Atenes de 1984. A l'any següent, amb tan sols 18 anys, es va proclamar vencedor del Concurs Internacional de Violí Jean Sibelius a Hèlsinki. El 1986 va quedar en segona posició del Concurs Internacional d'Indianapolis, i el 1988 es va emportar el títol tant en la Competició Naumburg de Nova York com en el Premi Paganini de Gènova, Italia.
Des dels seus primers triomfs en la dècada de 1980, Kavakos ha actuat a les principals orquestres internacionals, especialment a Europa. És artista resident a la Filharmònica de Berlín i també ha format part de l'Orquestra Filharmònica de Viena i de l'Orquestra Real de Concertgebouw. A més del violí, ha treballat com a director d'orquestra en la "Camerata" de Salzburg, i com a director convidat en l'Orquestra Filharmònica de Londres, l'Orquestra Simfònica de Boston i l'Orquestra Simfònica Alemanya entre otras.
A nivell discogràfic, el 1991 es va convertir en el primer artista que va poder interpretar i gravar el concert per a violí de Sibelius, l'únic concert per a instrument sol escrit pel compositor finés.
Sol interpretar totes les seves peces amb un violí Abergavenny de Stradivarius (1724). Anteriorment utilitzava un Falmouth de 1692.
En 2017 va ser guardonat amb el Premi Musical Léonie Sonning, el més gran reconeixement musical de Dinamarca.